# Oedothorax coronatus
Oedothorax coronatus – gatunek pająka z rodziny osnuwikowatych.
Gatunek ten opisany został w 1998 roku przez Andrieja Tanasiewicza na podstawie samców odłowionych w 1980 i 1988 roku.
Pająk o ciele długości około 2,5 mm. U samca karapaks ma 1,18 mm długości, 0,9 mm szerokości i cztery szczecinki na wyniosłości głowowej. Odnóża są jasnobrązowe, wyposażone w trichobotria na każdym nadstopiu. Opistosoma ma u samca 1,38 mm długości i 0,9 mm szerokości. Charakterystyczne cechy gatunku obejmują kształt wyniosłości na karapaksie samca oraz budowę jego narządów kopulacyjnych.
Gatunek himalajski, znany tylko z Nepalu, z dystryktów Ilam, Panchthar i Taplejung. Spotykany na wysokościach 2000–2300 m n.p.m..